# Blang Panas
Blang Panas is een bestuurslaag in het regentschap Bener Meriah van de provincie Atjeh, Indonesië. Blang Panas telt 488 inwoners (volkstelling 2010).